# Parafia Miłosierdzia Bożego w Rudzienku
Parafia Miłosierdzia Bożego w Rudzienku – parafia rzymskokatolicka należąca do dekanatu mińskiego – św. Antoniego z Padwy, diecezji warszawsko-praskiej, metropolii warszawskiej Kościoła katolickiego. W parafii posługują księża diecezjalni.
Od 1 lipca 2022 funkcję proboszcza pełni ks. Sławomir Brajczewski.